# Claire van Kampen
Claire Louise van Kampen, Lady Rylance, née le 3 novembre 1953 à Londres et morte le 18 janvier 2025 à Cassel (Hesse), est une réalisatrice, compositrice et dramaturge anglaise.

## Biographie
Claire van Kampen naît le 3 novembre 1953 à Londres, où elle étudie le piano et la théorie musicale au Royal College of Music.
Elle compose de la musique pour la télévision et le théâtre.
Elle écrit la pièce de théâtre Farinelli and the King.
Elle épouse Mark Rylance en 1989.
Claire van Kampen meurt le 18 janvier 2025 à Cassel.